# 568
568 г. е била високосна година, започваща в неделя според юлиянския календар.